# Svitlodars'k
Svitlodars'k (in ucraino Світлодарськ?; in russo Светлодарск?, Svetlodarsk) è una città dell'Ucraina (11 127 abitanti) situata nel distretto di Bachmut, nell'oblast' di Donec'k. Ospita l'amministrazione della comunità territoriale di Svitlodars'k, una delle comunità territoriali dell'Ucraina.
Fino al 18 luglio 2020 Svitlodars'k apparteneva al comune di Debal'ceve, parte del quale è stato trasferito al distretto di Bachmut con la riforma amministrativa ucraina del 2020.